# Новосёлово (Восточно-Казахстанская область)
Новосёлово (каз. Новосёлово) — упразднённое село в Шемонаихинском районе Восточно-Казахстанской области Казахстана. Входило в состав Каменевского сельского округа. Упразднено в 2000-е годы.

## Население
В 1999 году население села составляло 68 человек (31 мужчина и 37 женщин).